# جف کاناوی
 جف کاناوی (انگلیسی: Jeff Conaway؛ ۵ اکتبر ۱۹۵۰ – ۲۷ مهٔ ۲۰۱۱) یک هنرپیشه اهل ایالات متحده آمریکا بود.
از فیلم‌ها یا برنامه‌های تلویزیونی که وی در آن نقش داشته است می‌توان به گریس و جنیفر در ذهن من اشاره کرد.